# Шадчино (Галаховское муниципальное образование)
Шадчино — упразднённый посёлок[уточнить] в Екатериновском районе Саратовской области России. Ныне урочище на территории Галаховского муниципального образования. Дата упразднения неизвестна.

## География
Урочище находится в северной части Саратовского Правобережья, в пределах Окско-Донской равнины, в степной зоне, d правобережье реки Белгаза, у истоков речки Веселовка бассейна реки Дон.
Абсолютная высота — 188 метров над уровнем моря.

### Климат
Климат характеризуется как континентальный с холодной малоснежной зимой и сухим жарким летом. Среднегодовая температура воздуха — 4,6 °C. Средняя многолетняя температура самого холодного месяца (января) составляет −13 °С (абсолютный минимум — −43 °С), температура самого тёплого (июля) — 20 °С (абсолютный максимум — 40 °С). Средняя продолжительность безморозного периода 140—150 дней. Среднегодовое количество атмосферных осадков — 500 мм, из которых 225—320 мм выпадает в период с апреля по октябрь. Снежный покров держится в среднем 130—140 дней в году.

## История
Деревня Шадрино входила в Галаховскую волость Аткарского уезда Саратовской губернии, существовавшая до 1928 года. Шадрино, как и д. Шатчино, пос. Белохов, д. Орловка, д. Белохова, д. Старая Орловка, в составе Шатчинского (Шадчинского) сельсовета переданы были в состав Екатериновского района
Другая деревня Шадрино находилась на западе области

## Транспорт
Просёлочная дорога от д. Галахово в село в Аткарском районе Вяжля